# Topolovec, Šmarje pri Jelšah
Topolovec je naselje v Občini Šmarje pri Jelšah.